# Suleiman Aga
Suleiman Aga (também Soleiman Agha ou Müteferrika Süleyman Ağa) foi um embaixador do Império Otomano na corte do rei francês Luís XIV. Em 1669 visitou Versalhes, vestindo apenas um simples casaco de lã, e recusou-se a se curvar diante do rei. Luís XIV imediatamente o baniu a Paris, onde se instalou numa bela casa, de onde oferecia café para a sociedade parisiense, com criadas vestidas à maneira otomana. A prática despertou uma resposta entusiástica do público, e teria iniciado o costume da bebida na cidade.